# 다니 고세이
다니 고세이(일본어: 谷 晃生, 2000년 11월 22일 ~ )는 일본의 축구 선수로, 포지션은 골키퍼이다.

## 구단 경력
그는 2018년 J1리그의 감바 오사카에 입단했다. 2020년 쇼난 벨마레로 임대 이적했다. 2022년까지 90경기에 출전. 2023년 감바 오사카로 복귀했다. 그 후 덴더르에서 뛰었다. 2024년 FC 마치다 젤비아로 이적했다.

## 국가대표팀 경력
그는 2017년 FIFA U-17 월드컵에 참가할 일본 U-17 국가대표팀에 발탁되었으며, 3경기에 출전했다.
2020년 AFC U-23 축구 선수권 대회 국가대표팀에 포함되었다. 2020년 하계 올림픽에도 출전했다. 올림픽에서 골키퍼로 활약하며 일본의 4강 진출을 이끌기도 하였다.
그는 2022년 EAFF E-1 풋볼 챔피언십에 참가할 일본 국가대표팀에 발탁되었으며, 7월 27일 3차전 대한민국와의 경기에서 데뷔, 3-0승, 대회 우승에 기여했다.

## 통계
| 일본 | 일본 | 일본 |
| 연도 | 출전 | 득점 |
| ---- | ---- | ---- |
| 2022 | 1    | 0    |
| 2023 | 0    | 0    |
| 2024 | 1    | 0    |
| 통산 | 2    | 0    |